# Бингем, Дэвид
Дэвид Бингем (англ. David Bingham; род. 9 октября 1989, Кастро-Валли, Калифорния, США) — американский футболист, вратарь клуба «Шарлотт». Выступал за сборную США.

## Клубная карьера
Между 2008—2010 годами Бингем выступал за команду Калифорнийского университета в Беркли в Национальной ассоциации студенческого спорта.
25 января 2011 года Бингем подписал контракт с MLS по программе Generation Adidas. 26 января он стал игроком клуба «Сан-Хосе Эртквейкс», который выиграл права на него через так называемую преимущественную лотерею, предназначенную для трудоустройства молодых игроков без профессионального опыта, подписанных лигой после Супердрафта. 13 июля 2011 года в товарищеской игре с «Вест Бромвич Альбион» Дэвид забил гол, когда, выбивая мяч из своей штрафной площади, неожиданно перебросил вратаря соперников Боаза Майхилла. Его дебют в MLS состоялся 8 октября 2011 года в матче против «Нью-Инглэнд Революшн». В 2014 году для получения игровой практики Бингем на правах аренды перешёл в «Сан-Антонио Скорпионс». 13 апреля в поединке против «Миннесоты Юнайтед» он дебютировал в NASL. Вторую половину сезона Дэвид провёл в аренде в норвежском клубе «Стрёммен». 24 августа в матче против «Кристиансунна» он дебютировал в Первом норвежском дивизионе. С началом сезона 2015 Бингэм стал основным вратарём «Сан-Хосе Эртквейкс». По ходу сезона 2017 Бингем потерял место стартового голкипера «Эртквейкс», проиграв конкуренцию Эндрю Тарбеллу.
18 декабря 2017 года права на Бингема были проданы в «Лос-Анджелес Гэлакси». За «Гэлакси» он дебютировал 4 марта 2018 года в матче стартового тура сезона против «Портленд Тимберс». По окончании сезона 2020 контракт Бингема с «Лос-Анджелес Гэлакси» истёк.
13 января 2022 года после годичного перерыва в карьере Бингем на правах свободного агента присоединился к «Портленд Тимберс», подписав контракт до конца сезона 2023. За «Тимберс» он дебютировал 7 мая в матче против «Нью-Йорк Ред Буллз». По окончании сезона 2023 контракт Бингема с «Портленд Тимберс» истёк, и стороны провели переговоры о новом контракте.
30 января 2024 года Бингем на правах свободного агента подписал контракт с клубом «Шарлотт» до конца сезона 2025. За «Шарлотт» он дебютировал 31 июля в матче Кубка лиг 2024 против мексиканского «Крус Асуля».

## Международная карьера
5 февраля 2016 году в товарищеском матче против сборной Канады Бингем дебютировал за сборную США.

## Достижения
Командные
 «Сан-Хосе Эртквейкс»
- Победитель регулярного чемпионата MLS: 2012